# Cubocephalus ashmeadii
Cubocephalus ashmeadii là một loài tò vò trong họ Ichneumonidae.